# 公權利
公權利為人民根據法律，要求公機關行為或不行為的權利。
公權利的相對為公權力；也就是公權利行使主因來自公機關公權力之行使。此公權利如源於公權力行使造成侵害所主張時，則稱為主觀性公權利或防禦性公權利。
私權利、公權力與人民的公權利有密切關係，例如官方公權力有其影響公共領域消費的力量，但卻同時涉及人民私權利及公權利。